# Кавафис, Константинос
Константинос Кава́фис (греч. Κωνσταντίνος Π. Καβάφης; 29 апреля 1863[…], Александрия — 29 апреля 1933[…], Александрия) — греческий поэт, широко признанный величайшим из всех, писавших на новогреческом языке. При жизни опубликовал 154 стихотворения. Бо́льшая часть стихотворного наследия была создана Кавафисом, когда ему было уже за сорок. Писал также на английском языке.

## Биография

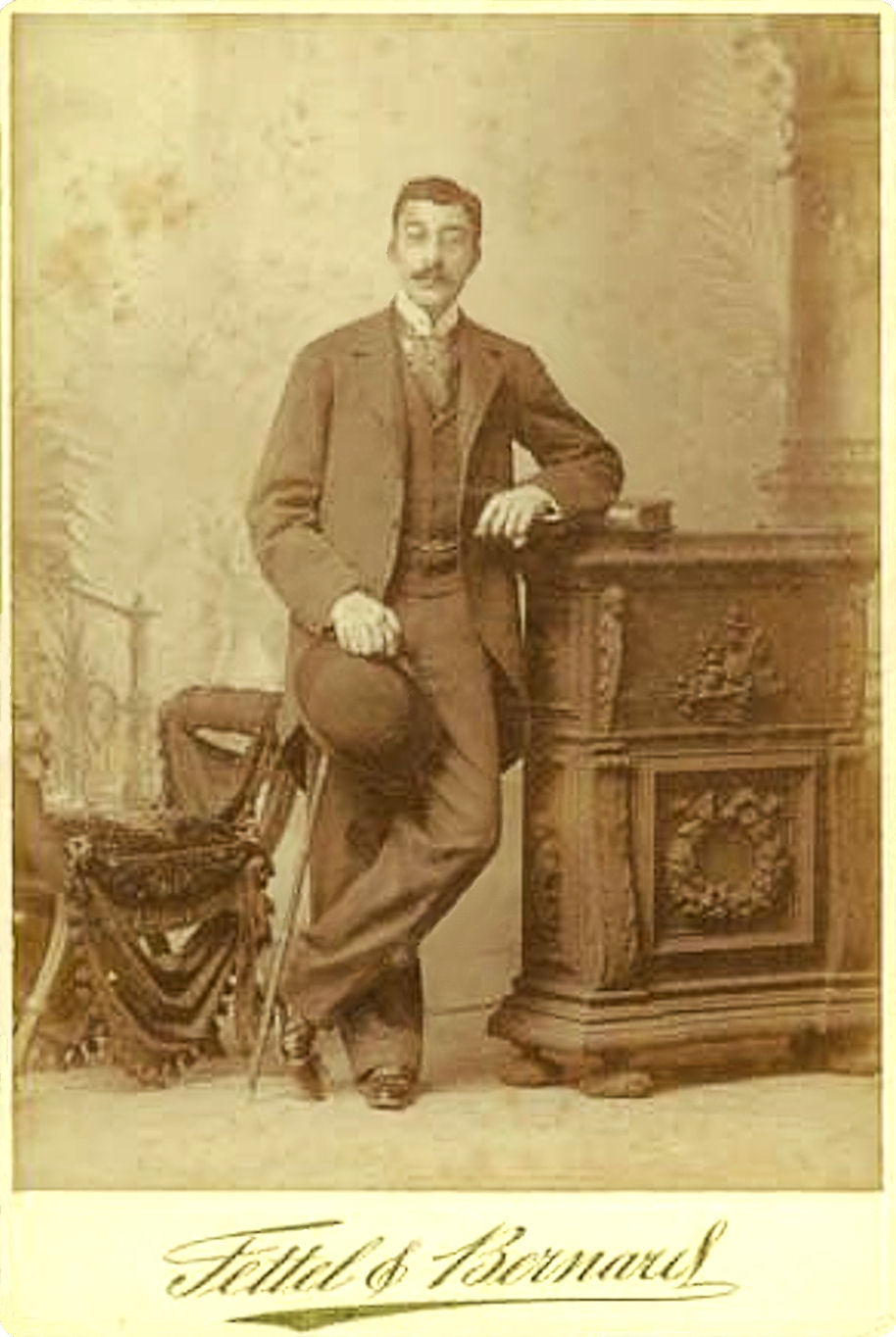
Кавафис в 1896 году

Родился в семье греческих выходцев из Константинополя; крещен в греческой православной церкви. Отец, Петрос Иоаннис (Πέτρος Ιωάννης) — процветающий торговец, жил в Англии и имел британское подданство. Мать звали Хариклия Фотиади (Χαρίκλεια Φωτιάδη). После смерти отца семья жила в Лондоне (с 1870), затем Кавафис некоторое время жил в Константинополе (с 1882), а с 1875 года и до кончины — в Александрии. Александрийская квартира Кавафиса была превращена в музей. В музее хранятся несколько набросков и оригинальных рукописей Кавафиса, а также несколько картин и портретов Кавафиса. Кавафис занимался журналистикой, служил чиновником в министерстве. С 1891 года публиковал стихи лишь для узкого круга александрийских друзей.
Биографическая справка, написанная Кавафисом, гласит: «Я из Константинополя по происхождению, но родился в Александрии — в доме на улице Серифа. Я уехал очень молодым и провел большую часть своего детства в Англии. Впоследствии я посетил эту страну будучи взрослым, но на короткий период времени. Я также жил во Франции. В подростковом возрасте я жил в Константинополе более двух лет. Прошло много лет с тех пор, как я в последний раз посещал Грецию. Моя последняя работа была в качестве клерка в правительственном учреждении при министерстве общественных работ Египта. Я знаю английский, французский и немного итальянский».
Умер от рака гортани 29 апреля 1933 года, когда ему исполнилось 70 лет. После его смерти репутация Кавафиса выросла. Его поэзия преподается в школе в Греции и на Кипре, а также в университетах по всему миру.

## Творчество

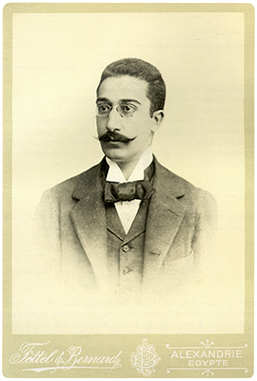
Кавафис в 1900 году

После 1903 года, когда известный греческий писатель Г. Ксенопулос напечатал о нём в афинском журнале статью «Поэт», Кавафис получил некоторую известность в литературных кругах Греции, издал две книжечки «Стихотворений» в 1904 и 1910 годах, но оставался в стороне от тогдашнего словесного канона и лишь после смерти был признан величайшим поэтом новогреческого языка. Большая часть поздней лирики была выпущена малыми тиражами на отдельных листах.
Творчество Кавафиса является одним из значительных художественных достижений модернизма в европейской литературе. Сам он считается реформатором новогреческой лирики. Его поэзия — за исключением гомосексуальной любовной лирики — подчёркнуто внесубъективна: это монологи или сценки из истории эллинистического мира на пересечении христианства и язычества, при встрече Востока и Запада, написанные лапидарно-простым языком с вкраплениями архаизмов и современной лексики. Он отказался от пышных сравнений и метафор, отошёл от господствовавших романтических канонов, создав поэзию, в которой предельно лаконично выражены сильные эмоции. Любовная лирика отличается экспрессивностью и эротизмом.
В немалой степени мировой славе Кавафиса способствовала публикация английских переводов его лирики Э. М. Форстером в журнале «Атенеум» (1919), а позднее Т. С. Элиотом в журнале The Criterion, которые повлияли на поэзию У. Х. Одена, Л. Сернуды, Ч. Милоша, И. А. Бродского, других крупных мастеров середины и второй половины XX века. Фигура и стихи Кавафиса — важный сквозной мотив романной тетралогии Л. Даррелла «Александрийский квартет». Греческий композитор Д. Митропулос написал «10 инвенций на стихи К. П. Кавафиса». О поэте снят биографический фильм Я. Смарагдиса (1996).
Г. Г. Шмаков перевёл на русский язык несколько стихотворений Кавафиса; И. А. Бродский считал эти переводы непревзойдёнными. Среди других переводчиков Кавафиса на русский язык — С. Б. Ильинская, Ю. П. Мориц, Е. Б. Смагина, Е. М. Солонович, И. И. Ковалёва, А. Л. Величанский, И. Н. Жданов, Л. Б. Якушева.

## Произведения
- Ποιήματα (1935)
- Άπαντα Τα Ποιήματα (2003)

переводы на русский язык
- Кавафис, К. Лирика / Сост., вступ. ст., и примеч. С. Б. Ильинской. — М.: Художественная литература, 1984.
- Кавафис, К. Стихотворения / Пер. с новогреч. М. Сиркель; послесл. А. Кутулас. — Таллин: Ээсти раамат, 1989.
- Русская Кавафиана / В 3-х ч.; сост. С. Б. Ильинская. — М.: ОГИ, 2000.
- Кавафис, К. Проза. — М.: Журнал «Итака»; журнал «Комментарии», 2003.
- Кавафис, К. Полное собрание стихотворений / Пер. с греч.. — М.: ОГИ, 2011. — 504 с.